# Gyvata
Gyvata (з лит. «життя») — литовський фольк-гурт, що був заснований 2009 року в Клайпеді.

## Історія
Свої перші виступи на сцені Gyvata почала з піснею «Dolijuta». Влітку 2010 року група зіграла на своєму першому фестивалі Tek saulužė ant maračių (Ніда, Литва), потім швидко набрала обертів та почала брати участь у різних заходах, увінчаних щорічним фестивалем балтійської культури Mėnuo juodaragis та сучасним фольклорним фестивалем Suklegos. Наприкінці 2010 року вийшов спільний альбом з білоруським гуртом «Прагнавіт». Альбом був присвячений 600-річчю Грюнвальдської битви. 2011 рік відзначився ще більшою кількістю концертів, новими учасниками гурту та новими піснями, які були зібрані у перший повноцінний альбом Su Vėjužiu Kalbėjau (з лит. «Я говорив з вітром»). Альбом, що характеризується мрійливим духом на березі моря, був успішно представлений у 2012 році та повторно випущений у 2017 році разом зі спліт-альбомом, що вийшов раніше. 2013 рік ознаменував новий склад і нові пісні, це також був перший виступ гурту на фестивалі Kilkim Žaibu та за кордоном — на фестивалі Noc Besov (Словаччина). Кожен новий учасник, що приєднався до групи протягом 2014-2016 років, приніс щось нове, трохи змінивши звучання Гівати. На початку 2018 року група випустила новий альбом Išvandravau, де представлені пісні, створені протягом 2013-2016 років.